# GREEN ASSASSIN DOLLAR
GREEN ASSASSIN DOLLAR（グリーンアサシンダラー、1985年 - ）は、日本の音楽プロデューサー・トラックメイカーである。旧名義はNaoto Taguchi。

## 経歴
1985年生まれ、神奈川県相模原市出身。3歳の頃からピアノを習っていた。大学でDJサークルに所属し、その延長線上としてビートメイキングをはじめた。「サンプリングというアートフォームが本当に大好き」であるため、ビートメイカーとしては、基本的にサンプリングを利用してビートを作成している。
2010年に、Naoto Taguchiの名義でミックスCDである『SUN BEHIND THE CLOUD』をリリースする。2016年に1stアルバムである「BEATS, LOOPS & LIFE」、2017年に「DIME PIECE」、2018年に「POINT OF THE VIEW」を発表した。2019年にリリースされた、舐達麻の「FLOATIN'」へのトラック提供で注目を集めた。同年11月には、rkemishiとのユニットであるowlsを結成し、『Blue Dream』をリリースした。2022年には7SEEDSとともに『FLIP & DRAW』、2024年には『FLIP & DRAW II』をリリースした。